# 趙儼
趙 儼（ちょう げん）は、中国後漢末期から、三国時代の魏にかけての武将・政治家。字は伯然。本貫は豫州潁川郡陽翟県（現在の河南省許昌市禹州市）。

## 生涯
若かりし頃から同郡出身の辛毗・陳羣・杜襲と並んで名を知られ、辛陳杜趙と号された。戦乱を避けて荊州に避難し、杜襲・繁欽と共に暮らした。曹操が献帝を迎えて許昌に都を置くと、曹操を仕えるべき主君と定め、建安2年（197年）に上洛して曹操の傘下に入り、朗陵県長に任じられた。県下では豪族が好き勝手に振る舞っていたが、趙儼は臆することなく、その中で最も態度の悪い者を逮捕して取り調べ、以降は恩威が明らかとなった。
袁紹が豫州の諸郡を味方に誘い入れると、多くの郡はそれに応じたが、陽安郡だけは動じなかった。この時、都尉の李通は曹操への支持を明らかにするため、急いで徴税を行おうとしたが、趙儼がこれを止めさせたことにより、郡内は安定した。これより先、李通の妻の伯父が法を犯し、趙儼が彼を逮捕した。李通は妻子から助命を嘆願されたが、公を重んじてこれに従わなかった。趙儼は李通の義伯父の処刑を断行する一方、李通の姿勢には感心して、親交を結んでいた。
のち、中央に入り、司空掾属主簿となる。当時、于禁・楽進・張遼の3将軍は思うがままに振る舞い、互いに協調しないことが多かったが、趙儼が事ある毎に訓戒した結果、彼らは親睦を深めるようになった。建安13年（208年）、荊州征伐の際には章陵太守・都督護軍を兼任し、于禁・張遼・張郃らの7軍を統括した。
のち、丞相主簿を経て、扶風太守に転任。さらに関中護軍の任に就き、韓遂・馬超らの配下だった諸軍を統率した。被害をもたらす羌族や、反乱して陳倉に立てこもった呂並らを撃ち破った。
関中の兵の内、1200人を漢中に援軍として送ることになると、趙儼は変事が起こることを懸念してこれを追いかけ、兵たちを慰労したが、結局は反乱が発生した。この時、共にいた張既は「今や本営も擾乱に陥っていることでしょう」と帰還に反対したが、趙儼はこれを退けて帰還すると、陰謀の首謀者を処断しただけで後は不問に処し、擾乱を鎮めた。その後、趙儼は擾乱の元になりかねない兵を、東に移動することを提案。兵たちの間ではまた不安が生じたが、趙儼は移動する兵と残留する兵を分けて彼らの心を落ち着かせてから、最終的には後者の兵も脅迫、または説得して移動し、全ての兵を入れ替えることに成功した。

建安24年（219年）、樊城の曹仁が関羽によって包囲されると、趙儼は議郎としてこの戦いに参戦。徐晃と共に曹仁救援に向かう。諸将は不十分な兵力でも、曹仁救助のため急ぎ開戦することを求めたが、趙儼はこれに反対。曹仁には救援があることを知らせつつ、自軍のさらなる増援を待ってから開戦し、その包囲を解くことに成功した。孫権が輜重を襲撃すると関羽は南方に撤退。諸将はこの追撃を提案したが、趙儼はまたこれに反対し、関羽を生かしておいて孫権にとっての憂いとする方策を取った。曹操からもまた、趙儼と同じ方策の指示が下された。
延康元年（220年）、曹丕が魏王となると、趙儼は侍中に就任。しばらく後に駙馬都尉となり、河東太守・典農中郎将を代行した。黄初3年（222年）には関内侯に封じられた。その後、曹丕の代には曹休による呉軍の迎撃や、曹丕による広陵征伐に随行した。黄初7年（226年）、曹叡が即位すると都郷侯に進爵し、領邑600戸を与えられた。曹叡の代には監豫州諸軍事・大司馬軍師や、大司農を歴任した。
景初3年（239年）、曹芳が即位すると監雍涼諸軍事・仮節・征蜀将軍に転任。のち征西将軍・都督雍涼諸軍事に昇進した。正始4年（243年）には老齢と病を理由に帰還を要請して認められ、驃騎将軍に転任。さらに正始6年（245年）2月には司空に昇ったが、同年6月に死去。穆侯と諡され、子の趙亭が跡を継いだ。